# تیم رایس-آکسلی
تیموتی جیمز رایس-آکسلی (به انگلیسی: Timothy James Rice-Oxley) ‏ (۲ ژوئن ۱۹۷۶ در آکسفورد) نوازنده و ترانه سرای اهل انگلیس و عضو کلیدی گروه کین است.
در سال ۱۹۹۷، کریس مارتین از رایس-آکسلی خواسته بود تا به کلدپلی بپیوندد؛ اما او خود در پی ایجاد گروهی بود و این درخواست را رد کرد.